# Kharayeb
Kharayaeb (arabisch الخرايب al-Kharāyab) ist eine historische Stadt im Distrikt Sidon, im Governement Südlibanon. Die Stadt liegt etwa 77 km südlich von Beirut, auf einer mittleren Seehöhe von 190 Metern über dem Meer. Sie verfügt über eine reichhaltige Siedlungsgeschichte von prähistorischen Zeiten bis zum Osmanischen Reich. Ihre Ursprünge gehen bis zum Achämenidenreich (539-330 vor Christus) zurück. Zu jener Zeit war die Stadt wichtig für die Wirtschaft, und die Versorgung von Städten an der Küste, wie beispielsweise Sidon. Ein phönizischer Tempel befand sich in der Stadt. Der Bau des Tempels wurde im 6. Jahrhundert vor Christus begonnen. 
Im Jahr 2006 lebten etwa 9000 Einwohner in der Stadt. Die meisten sind Schiiten.

## Geschichte
Ausgrabungen in Kharayeb und der Umgebung zeigen eine facettenreiche Siedlungsgeschichte. Die Gegend wurde seit dem Mittelpaläolithikum bewohbnt, mehrere Steinwerkzeuge wurden entdeckt. In der Ausgrabungsstätte Jemjim nahe Kharayeb wurden erste Spuren der Landwirtschaft entdeckt. Eine Stele aus der Eisenzeit wurde dort gefunden. Ausgrabungen förderten auch eine ländliche Siedlung mit einem komplexen System von Zisternen aus der Eisenzeit und Relikte von Terracottagefässen zutage; dies deutet auf eine Besiedlung seit dem 2. Jahrtausend vor Christus hin.
Im Achämidenreich kam es in der Stadt zu einem wirtschaftlichen Aufschwung. Sie kam vor allem durch die Versorgung der Bewohner der Küstenstädte zu Reichtum. Phönizien erlebte eine Blütezeit. Die Verwendung und Verteilung von Ressourcen musste optimiert werden, und die Stadt profitierte davon. Die persische Politik zielte darauf ab, intensive Landwirtschaft zu fördern und den Ertrag bestehender Flächen durch künstliche Bewässerung zu steigern. Tyros wurde unterstützt, indem im Land Zentren geschaffen wurden, wo vornehmlich Landwirtschaft betrieben wurde. Diese Zentren reichten von der Küste bis ins südliche Palästina. Die Zentren waren wichtig für die Wirtschaft von Tyros; eine Anzahl geplanter Siedlungen wurde ebenfalls gebaut. Der Aufstieg der Stadt Kharayeb erfolgte im Rahmen dieser Entwicklungen. Der Bau eines phönizischen Tempels wurde im 6. vorchristlichen Jahrhundert begonnen.

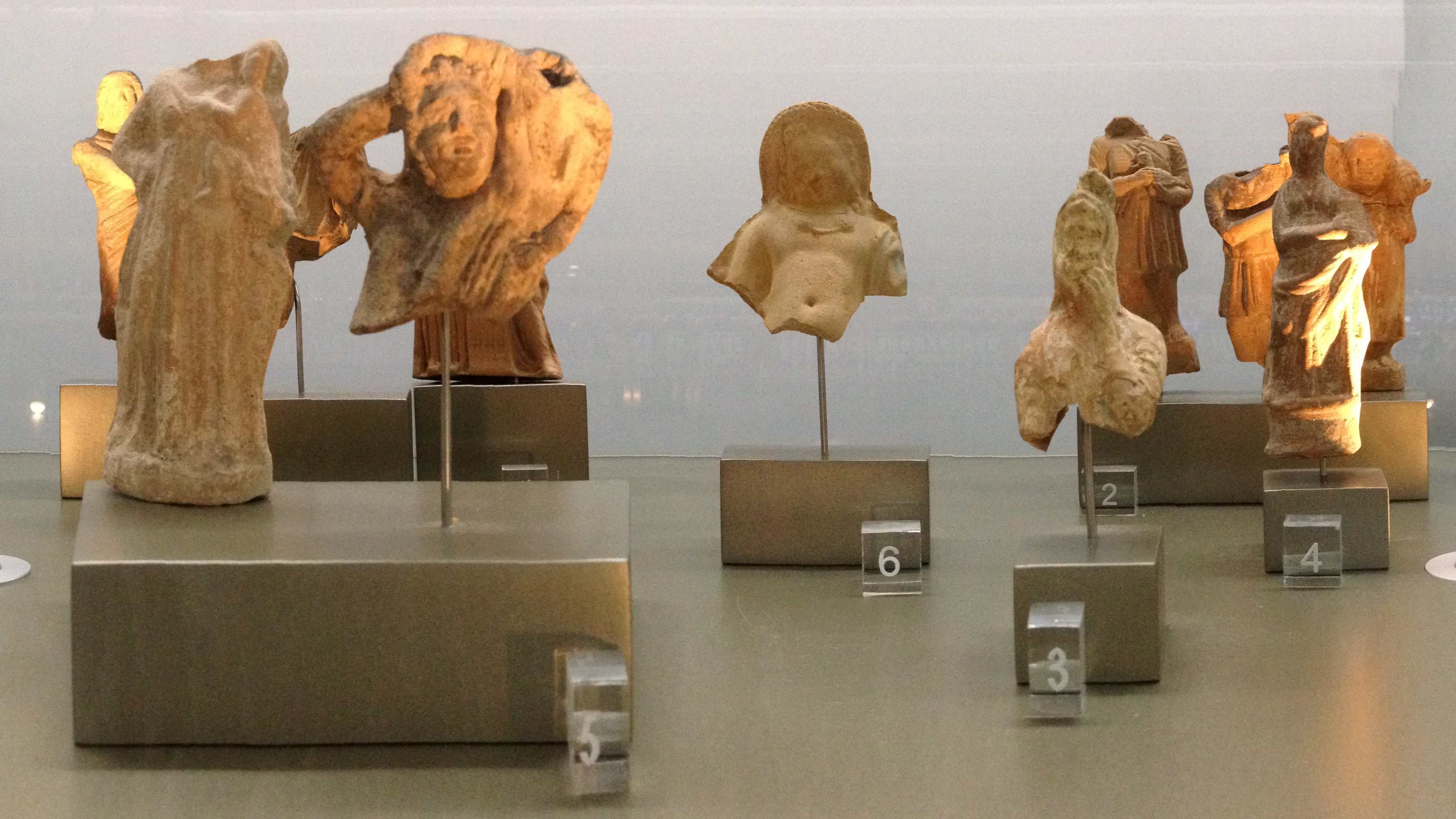
Figuren aus Hellenistischer Zeit (330–31 BC) aus Kharayeb und Tyros zeugen vom griechischen Einfluss.,Vitrine am Beirut Rafik Hariri International Airport

Die heutige Stadt Kharayeb  wurde Mitte des 19. Jahrhunderts gegründet. Das Land gehörte Nasif Al-Asaad aus Zrarieh. Aus Gründen des Feudalismus ging das Eigentum an die einflussreiche Familie Qaddura  aus Sidon über. Nach dem Tod des Familienältesten "Qadura Agha" ging das Eigentum an seine drei Söhne über, und Familien aus der Gegend begannen, sich in der Stadt niederzulassen.
Im Jahr 1925, als Libandon französisches Mandatsgebiet war, begann die Familie, Land und Parzellen an die lokalen Bewohner zu verkaufen. Vermögendende Familien kauften Land, weniger vermögendende taten sich zusammen, um Parzellen zu erwerben.

## Geographie
Kayrayeb liegt am Fluss Leontes, ca. 190 Meter über dem Meer. Das Mittelmeer liegt westlich der Stadt.  Östlich liegen die Gemeinden  Arzai und Zrarieh, der Flüss bildet die südliche Grenze. Im Norden liegen die Siedlungen  Adloun und Kouthariyet Al-Riz.

## Kulturgüter
Heute ist die Stadt wegen des phönizischen Tempels und der vieen Terracottafiguren bekannt. Die halfen bei der Erforschung der kulturellen und religiösen Praktiken der lokalen ländlichen phönizischen Bevölkerung während der Eisenzeizt, des Achemidenreichs und in hellenistischer Zeit.